# Renat Davlet'jarov
Renat Davlet'jarov (Astrachan', 17 agosto 1961) è un regista russo.

## Filmografia parziale

### Regista
- Stal'naja babočka (2012)
- A zori zdes' tichie... (2015)